# 托姆納季克山 (亞洛維喬里山)
47°45′51.41″N 25°2′0.71″E / 47.7642806°N 25.0335306°E
托姆納季克山是烏克蘭的山峰，位於該國西部切爾諾夫策州，處於普蒂拉，屬於烏克蘭喀爾巴阡山脈中亞洛維喬里山的一部分，海拔高度1,565米。